# 1478
Пізнє Середньовіччя •  Відродження •  Реконкіста •  Ганза •  Ацтецький потрійний союз •  Імперія інків

## Геополітична ситуація
Османську державу очолює Мехмед II Фатіх (до 1481). Імператором Священної Римської імперії є Фрідріх III. У Франції королює Людовик XI (до 1483).
Апеннінський півострів розділений: північ належить Священній Римській імперії, середню частину займає Папська область, південь належить Неаполітанському королівству. Могутніми державними утвореннями півночі є Венеційська республіка, Флорентійська республіка, Генуезька республіка та герцогство Міланське.
Майже весь Піренейський півострів займають християнські Кастилія і Леон, де розпочалася війна за спадщину, Арагонське королівство на чолі з Хуаном II (до 1479) та Португалія, де королює Афонсо V (до 1481). Під владою маврів залишилися тільки землі на самому півдні.
Едуард IV є королем Англії (до 1483), королем Данії та Норвегії — Кристіан I (до 1481), Швецію очолює регент Стен Стуре Старший (до 1497). Королем Угорщини є Матвій Корвін (до 1490), а Богемії — Владислав II Ягелончик. У Польщі королює, а у Великому князівстві Литовському княжить Казимир IV Ягеллончик (до 1492).
Частина руських земель перебуває під владою Золотої Орди. Галичина входить до складу Польщі. Волинь належить Великому князівству Литовському. Московське князівство очолює Іван III Васильович (до 1505).
На заході євразійських степів від Золотої Орди відокремилися Казанське ханство, Кримське ханство, Ногайська орда. У Єгипті панують мамлюки. У Китаї править династія Мін. Значними державами Індостану є Делійський султанат, Бахмані, Віджаянагара. В Японії триває період Муроматі.
У Долині Мехіко править Ацтецький потрійний союз на чолі з Ашаякатлем (до 1481). Цивілізація мая переживає посткласичний період. В Імперії інків править Тупак Юпанкі (до 1493).

## Події
- Війська московського князя Івана III захопили Новгород, припинивши існування Новгородської республіки.
- Менглі I Герай втретє очолив Кримське ханство.
- Угорський король Матвій Корвін відвоював у Богемії Моравію, Лужицю та Сілезію.
- У Флоренції убито Джуліано ді П'єро Медічі. Його брат Лоренцо Медічі залишився єдиним правителем міста.
- Засновано Іспанську інквізицію.
- Турецькі війська з четвертої спроби захопили місто Круя (сучасна Албанія) і взяли в облогу Шкодер.

## Народились
- 7 лютого — Томас Мор, англійський філософ, державний діяч, лорд-канцлер (1529–1532), письменник («Утопія»), один з основоположників утопічного соціалізму.
- 26 травня — Клемент VII (Джуліо Медичі), папа римський (1523–1534), останній папа епохи Відродження.

## Померли
- Антоніо Росселліно (бл. 1427), італійський скульптор, брат скульптора Бернардо Росселліно (1409—1464).